# Sør-Aurdal
Sør-Aurdal là một đô thị ở hạt Oppland, Na Uy. Nó là một phần của khu vực truyền thống của Valdres. Trung tâm hành chính của đô thị này là làng Bagn.
Giáo xứ của Søndre Aurdal được thành lập như là một đô thị ngày 1 tháng Giêng 1838 (xem formannskapsdistrikt). Diện tích Bruflat được chuyển từ Sør-Aurdal để Etnedal ngày 1 tháng 1 năm 1894.